# 4883 Korolirina
4883 Korolirina (1978 RJ1) là một tiểu hành tinh vành đai chính được phát hiện ngày 5 tháng 9 năm 1978 bởi N. S. Chernykh ở Nauchnyj.